# Anduzeia maculisplena
Anduzeia maculisplena is een hooiwagen uit de familie Cosmetidae. De wetenschappelijke naam van Anduzeia maculisplena gaat terug op M. A. González-Sponga.